# 五島市立三井楽小学校
五島市立三井楽小学校（ごとうしりつ みいらくしょうがっこう）は、長崎県五島市三井楽町濱ノ畔（はまのくり）にある公立小学校。略称は「三小」。

## 概要
歴史
1874年（明治7年）創立。2014年（平成26年）に創立140周年を迎えた。
校訓
「よく学び よく遊べ」
学校教育目標
「心身共に健やかで、豊かな心を持ち、自ら学ぶを身 に付けた子どもを育成する」
校章
「井」の文字を3つ組み合わせて校名の「三井」を表し、中央に「小」の文字を置いている。
校歌
作詞は中島英治、作曲は伊藤英一による。歌詞は3番まであり、3番に「三井楽」が登場するが、読みは三井楽の語源となった「美弥良久」にちなみ「みみらく」となっている。
校区
住所表記で五島市三井楽町の後に「濱ノ畔、大川、高崎、柏、嶽、渕ノ元、塩水、丑ノ浦、波砂間、濱窄、貝津」が続く地区。
中学校区は五島市立三井楽中学校。

## 沿革
前史
- 1870年（明治3年）2月21日 - 福江藩郷校[2]として三井楽に「第二郷校 温故堂」が設置される。生徒数30名、教官2名。
- 1871年（明治4年）- 廃藩置県により福江藩は廃止され、その領地は福江県に属することとなる。間もなく福江県は長崎県に統合される。
- 1872年（明治5年）8月 - 学制が頒布される。

正史
- 1874年（明治7年）7月17日[3] - 濱ノ畔郷字里に「第五大学区 第五中学区[4]三井楽小学校」が開校。
- 1878年（明治11年）- 郡制の実施により、松浦郡が4分割され、五島列島部分（宇久・小値賀を除く）は南松浦郡に属することとなる。
  - 12月24日 - 学区改正により、「岐宿部 三井楽小学校」に改称[5]。
  - この年、初代校長に橋本豊吉が就任。
- 1880年（明治13年）- 教育令の施行により「公立下等三井楽小学校」に改称。
- 1882年（明治15年）- 中等科を設置し「公立中等三井楽小学校」に改称。
- 1885年（明治18年）10月 - 嵯峨島小学校を統合し、嵯峨島分校とする。
- 1886年（明治19年）9月 - 小学校令が施行され、「尋常三井楽小学校」となる。修業年限を4年とする。
  - 嵯峨島分校が分離し、簡易嵯峨島小学校として独立。
  - 福江村に長崎県第十八高等小学校が設置される。
- 1899年（明治22年）4月1日 - 町村制の施行により、三井楽村立の小学校となる。
- 1893年（明治26年）
  - 7月 - 長崎県第十八高等小学校が廃止され、隣村と組合を結成し高等小学校が設置される。
  - 4月 - 小学校令の改正により「三井楽尋常小学校」に改称（「尋常」の位置が変わる）。
- 1897年（明治29年）6月 - 高等小学校の組合を解消し、高等科を併置の上「三井楽尋常高等小学校」に改称（尋常科4年・高等科3年）。
- 1901年（明治34年）12月 - 現在地に校舎2棟を新築。
- 1904年（明治37年）4月 - 高等科4年を新設。
- 1908年（明治41年）4月 - 小学校令の改正により、義務教育年限（尋常科の修業年限）が4年から6年に延長される。
  - 修業年限が尋常科4年・高等科4年から「尋常科6年・高等科2年」に変更となる。
  - 旧高等科1年を尋常科5年に、旧高等科2年を尋常科6年に、旧高等科3年を高等科2年に、旧高等科4年を高等科2年に振り替える。
- 1910年（明治43年）2月 - 校舎1棟を増築。
- 1914年（大正3年）1月 - 三井楽実業補習学校を併設。
- 1919年（大正8年）11月 - 新校舎が完成。
- 1924年（大正13年）
  - 4月 - 高崎で村内小学校連合運動会を開催。
  - 7月 - 校舎を増築。
- 1926年（大正15年）7月 - 校舎1棟を新築。
- 1928年（昭和3年）
  - 3月 - 玉之浦への修学旅行を実施。
  - 10月 - 校舎を増築。
- 1930年（昭和5年）9月 - 運動場を拡張。
- 1932年（昭和7年） - 校歌（旧校歌）を制定（作詞は豊田亨、作曲は成田為三）。
- 1935年（昭和10年）- 青年学校令により、併設の三井楽実業補習学校が「三井楽青年学校」に改称。
- 1939年（昭和14年）- 創立65周年を記念して二宮尊徳像が設置される。
- 1940年（昭和15年）11月3日 - 三井楽町の発足により、三井楽町立の学校となる。
- 1941年（昭和16年）4月1日 - 国民学校令の施行により、「三井楽国民学校」に改称。尋常科を初等科に改める（初等科6年・高等科2年）。
- 1942年（昭和17年）- 青年学校の校舎が新築される。
- 1947年（昭和22年）4月1日 - 学制改革（六・三制の実施）が行われる。
  - 国民学校の初等科が改組され、「三井楽町立三井楽小学校」となる。
  - 国民学校の高等科と青年学校の普通科が改組され、新制中学校「三井楽町立三井楽中学校」が発足。当初小学校に併設される。
- 1948年（昭和23年）
  - 10月 - PTAが結成される。
  - この年 - ミルク給食を開始。
- 1950年（昭和25年）- 放送設備が完成。
- 1952年（昭和27年）6月 - 運動場に遊具を設置。
- 1956年（昭和31年）- 新校歌を制定。この年台風12号により3教室が傾倒。
- 1958年（昭和33年）5月 - 台風で傾倒した3教室が復旧。
- 1959年（昭和34年）12月 - 相撲場が完成。
- 1960年（昭和35年）4月 - 児童数が最大の828名を記録する。
- 1961年（昭和36年）5月 - 特別教室が完成。
- 1963年（昭和38年）5月 - 新校舎敷地造成が完了。
- 1964年（昭和39年）5月 - 鉄筋コンクリート造新校舎（6教室）が完成。
- 1965年（昭和40年）4月 - 特殊学級を設置。
- 1966年（昭和41年）
  - 2月 - へき地集会室（体育館）が完成。
  - 12月 - 新校舎第二期工事が完了。
- 1968年（昭和43年）3月 - 校章と校旗を制定。
- 1970年（昭和45年）3月 - 運動場を拡張。
- 1971年（昭和46年）2月 - 情操園が完成。
- 1972年（昭和47年）4月 - 牛乳給食を開始。
- 1974年（昭和49年）5月 - 創立100周年を記念して校庭全体に芝を張る。
- 1987年（昭和62年）8月 - トイレを水洗化する。
- 1990年（平成2年）1月 - 新体育館（現体育館）が完成。
- 1999年（平成11年）10月 - コンピューターを設置。
- 2002年（平成14年）6月 - 完全給食を実施。
- 2004年（平成16年）8月1日 - 市町村合併で五島市が発足したことにより、「五島市立三井楽小学校」（現校名）へ改称。
- 2009年（平成21年）4月1日 - 五島市立岳小学校（三井楽町柏531番地、北緯32度46分37.1秒 東経128度40分5.4秒 / 北緯32.776972度 東経128.668167度）を統合。
- 2010年（平成22年）7月 - 耐震化工事が完了。
- 2019年（平成31年）4月1日 - 五島市立浜窄小学校を統合[6]。

旧・五島市立岳小学校（岳の読みは「たけ」）
- 1876年（明治9年）9月29日 - 嶽郷字中村に「嶽小学校」が開校。
  - その後、「岳尋常小学校」に改称。
- 1908年（明治41年）4月 - 小学校令の改正により、義務教育年限（尋常科の修業年限）が4年から6年に延長される。
  - この時、新設された尋常科5年生の児童を収容できなかったため、尋常科5年生は三井楽尋常高等小学校に通学することとなった。
- 1909年（明治42年）4月 - 椎河内に新校舎が完成し、三井楽尋常高等小学校に通学していた尋常科6年生を収容できるようになる。
- 1915年（大正4年）4月 - 保護者会が発足。
- 1916年（大正5年）5月 - 実業補習学校が併設される。
- 1923年（大正12年）11月 - 新校舎1棟3教室を増築。
- 1924年（大正13年）5月 - 校旗を制定。
- 1927年（昭和2年）3月 - 2教室を増築。
- 1932年（昭和7年）2月 - 南側3教室を増築。
- 1935年（昭和10年）6月 - 青年学校令の施行により、併設の実業補習学校が青年学校となる。
- 1941年（昭和16年）4月1日 - 国民学校令の施行により、「三井楽町岳国民学校」に改称。尋常科を初等科に改める。
- 1947年（昭和22年）4月1日 - 学制改革により、「三井楽町立岳小学校」に改称。
- 1949年（昭和24年）5月 - PTAが発足。
- 1954年（昭和29年）8月 - 老朽校舎を解体し、5教室を新築。
- 1956年（昭和31年）9月 - 台風12号により5教室が倒壊。
- 1958年（昭和33年）4月 - 校舎が復旧。
- 1963年（昭和38年）
  - 3月 - 西側3教室が完成。
  - 5月 - ミルク給食を開始。
- 1964年（昭和39年）4月 - 理科室・音楽室を新築。
- 1967年（昭和42年）2月 - へき地集会所（体育館）が完成。
- 1968年（昭和43年）8月 - 運動場に遊具を設置。
- 1976年（昭和51年）4月 - 創立100周年を迎える。
- 1978年（昭和53年）11月 - 鉄筋コンクリート造校舎が完成。
- 1979年（昭和54年）5月 - 運動場に芝を植え付ける。
- 1981年（昭和56年）10月 - 校旗を新調。
- 2004年（平成16年）8月1日 - 五島市の発足により「五島市立岳小学校」に改称。
- 2009年（平成21年）3月31日 - 閉校。133年の歴史に幕を下ろす。
  - 岳小学校の校章 - 八稜鏡を背景にして中央に「岳小」の文字（縦書き）を置いていた。
  - 岳小学校の校歌 - 作詞は中島英治、作曲は伊藤英一による。歌詞は3番まであり、校名は登場しない。

## 交通アクセス
最寄りのバス停
- 五島自動車（五島バス）「三井楽中学校前」バス停

最寄りの道路
- 国道384号
- 長崎県道233号貝津濱ノ畔線

## 周辺
- 五島市役所 三井楽支所（旧・三井楽町役場）
- 五島市立三井楽中学校
- 五島市消防本部三井楽出張所
- 五島市国民健康保険三井楽診療所
- 天満神社
- 留任山神社
- 良永寺
- 遣唐使ふるさと館
- 白良ヶ浜海水浴場

## 参考資料
- 「三井楽町郷土誌」（1988年（昭和63年）9月20日, 三井楽町）p. 417 -